# Élections sénatoriales de 2008 à Wallis-et-Futuna
Une élection sénatoriale à Wallis-et-Futuna a lieu le dimanche 21 septembre 2008. Elle a pour but d'élire le sénateur représentant la collectivité au Sénat pour un mandat de six années.

## Contexte local
Lors de l'élection sénatoriale du 27 septembre 1998 à Wallis-et-Futuna, un sénateur RPR a été élu.
Depuis, tous les effectifs du collège électoral des grands électeurs ont été renouvelés, avec les élections législatives françaises de 2007 et les élections territoriales de  2007.

## Rappel des résultats de 1998
| Candidat et parti politique | Candidat et parti politique | Candidat et parti politique | Premier tour | Premier tour | Second tour | Second tour |
| Candidat et parti politique | Candidat et parti politique | Candidat et parti politique | Voix         | %            | Voix        | %           |
| --------------------------- | --------------------------- | --------------------------- | ------------ | ------------ | ----------- | ----------- |
|                             | Kamilo Gata                 | PRG                         | 6            | 30,00        | 7           | 33,33       |
|                             | Clovis Logologofolau        | RPR                         | 4            | 20,00        | Retrait     | Retrait     |
|                             | Soane Uhila                 | RPR                         | 4            | 20,00        | Retrait     | Retrait     |
|                             | Ermenegilde Simète          | DVD                         | 3            | 15,00        | Retrait     | Retrait     |
|                             | Basile Tui                  | UDF                         | 2            | 10,00        | Retrait     | Retrait     |
|                             | Gaston Lutui                | DVG                         | 1            | 5,00         | Retrait     | Retrait     |
|                             | Robert Laufoaulu            | DVD                         | 0            | 0,00         | 14          | 66,67       |
|                             |                             |                             |              |              |             |             |
| Inscrits                    | Inscrits                    | Inscrits                    | 21           | 100,00       | 21          | 100,00      |
| Abstentions                 | Abstentions                 | Abstentions                 | 0            | 0,00         | 0           | 0,00        |
| Votants                     | Votants                     | Votants                     | 21           | 100,00       | 21          | 100,00      |
| Blancs et nuls              | Blancs et nuls              | Blancs et nuls              | 1            | 4,76         | 0           | 0,00        |
| Exprimés                    | Exprimés                    | Exprimés                    | 20           | 95,24        | 21          | 100,00      |

## Sénateur sortant
| Sénateur | Sénateur         | Parti | Fonctions lors de l'élection en 1998 |
| -------- | ---------------- | ----- | ------------------------------------ |
|          | Robert Laufoaulu | DVD   |                                      |

## Présentation des candidats et des suppléants
Les nouveaux représentants sont élus pour une législature de 6 ans au suffrage universel indirect par les 21 grands électeurs de la collectivité. À Wallis-et-Futuna, les sénateurs sont élus au scrutin majoritaire à deux tours. Compte tenu des évolutions démographiques, leur nombre change en 2008, passant d'1 à 2 sénateurs. Ils sont 2 candidats dans la collectivité, chacun avec un suppléant.
| T/S | Candidats | Candidats         | Parti | Principale fonction                |
| --- | --------- | ----------------- | ----- | ---------------------------------- |
| T   |           | Vetelino Nau      | PS    | Membre de l'Assemblée territoriale |
| S   |           | Soane Liku Liufau | PS    |                                    |
| T   |           | Robert Laufoaulu  | DVD   | Sénateur sortant                   |
| S   |           | Pesamino Taputai  | DVD   |                                    |

## Résultats
|                | Robert Laufoaulu | DVD            | 13 | 61,90  |  |  |
|                | Vetelino Nau     | PS             | 8  | 38,10  |  |  |
|                |                  |                |    |        |  |  |
| Inscrits       | Inscrits         | Inscrits       | 21 | 100,00 |  |  |
| Abstentions    | Abstentions      | Abstentions    | 0  | 0,00   |  |  |
| Votants        | Votants          | Votants        | 21 | 100,00 |  |  |
| Blancs ou nuls | Blancs ou nuls   | Blancs ou nuls | 0  | 0,00   |  |  |
| Exprimés       | Exprimés         | Exprimés       | 21 | 100,00 |  |  |